# Mas Palou (Abella de la Conca)
El Mas Palou, antigament Mas de Santa Maria, és una masia del terme municipal d'Abella de la Conca, a la comarca catalana del Pallars Jussà.

El Mas Palou, respecte del terme d'Abella de la Conca

Està situada al nord-est del poble cap del municipi, a la dreta del riu d'Abella, a ponent d'on aquest riu rep el barranc de Caborriu, just al nord-est del Forat d'Abella. És a llevant de Casa Fontanet i de la Masia Gurdem, i al sud-est de la Casa de la Vall.
El Mas Palou serva restes de l'església de Santa Maria, actualment integrada en els edificis de la casa, però visible a través de la porta exterior adovellada.

## Etimologia
Com apunta Joan Coromines, Palou prové de palatiolum (residència senyorial); en cas de ser el nom original de la masia, faria veure l'existència en aquest lloc d'on mas que feia de centre d'una jurisdicció, cosa que justificaria, a més, l'existència d'una església com la que hi ha.

## Santa Maria de Mas Palou
Santa Maria de Mas Palou, antigament coneguda com a Santa Maria infra Abella, és una capella romànica integrada en els edificis de la casa. La capella del Mas Palou està dedicada a santa Maria. Aquesta advocació donava nom antigament també al mas; i en algun document apareix amb la categoria de sufragània de Sant Esteve d'Abella de la Conca. Al llarg del segle xviii, a més, comptà amb un benefici eclesiàstic, cosa que comportà la presència de capellà durant molt de temps. Està integrada en els edificis que formen el Mas Palou, antigament anomenat Mas de Santa Maria, de manera que només es manifesta a l'exterior a través de la porta i d'un contrafort del mur de ponent. Tot i que ha rebut moltes transformacions, el seu origen, per l'aparell que se n'aprecia, és medieval, d'època romànica. És d'una sola nau, amb porta oberta a migdia.

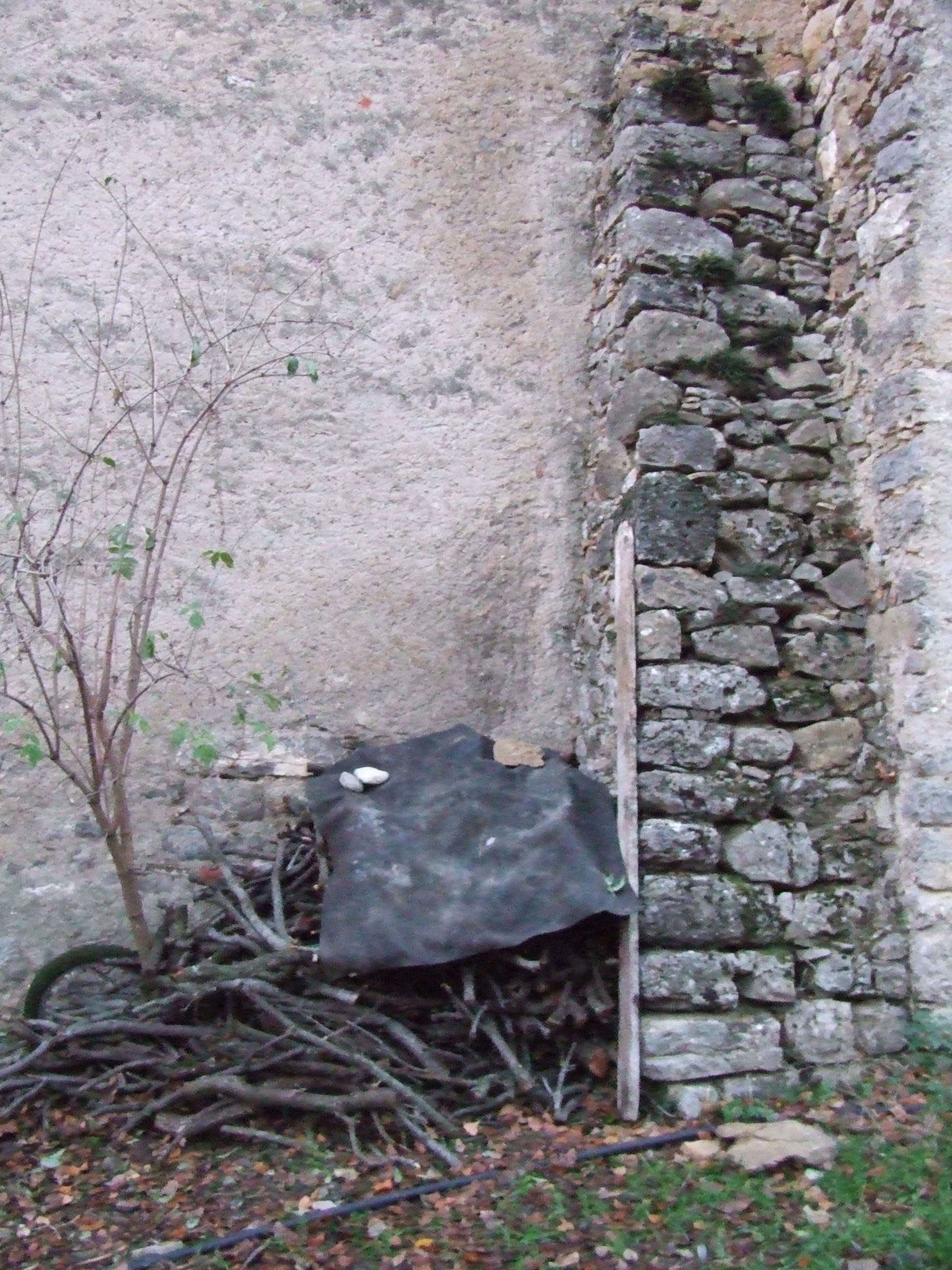
Contrafort en el mur de ponent